# Lycaste powellii
Lycaste powellii är en orkidéart som beskrevs av Rudolf Schlechter. Lycaste powellii ingår i släktet Lycaste och familjen orkidéer. Inga underarter finns listade i Catalogue of Life.

## Bildgalleri

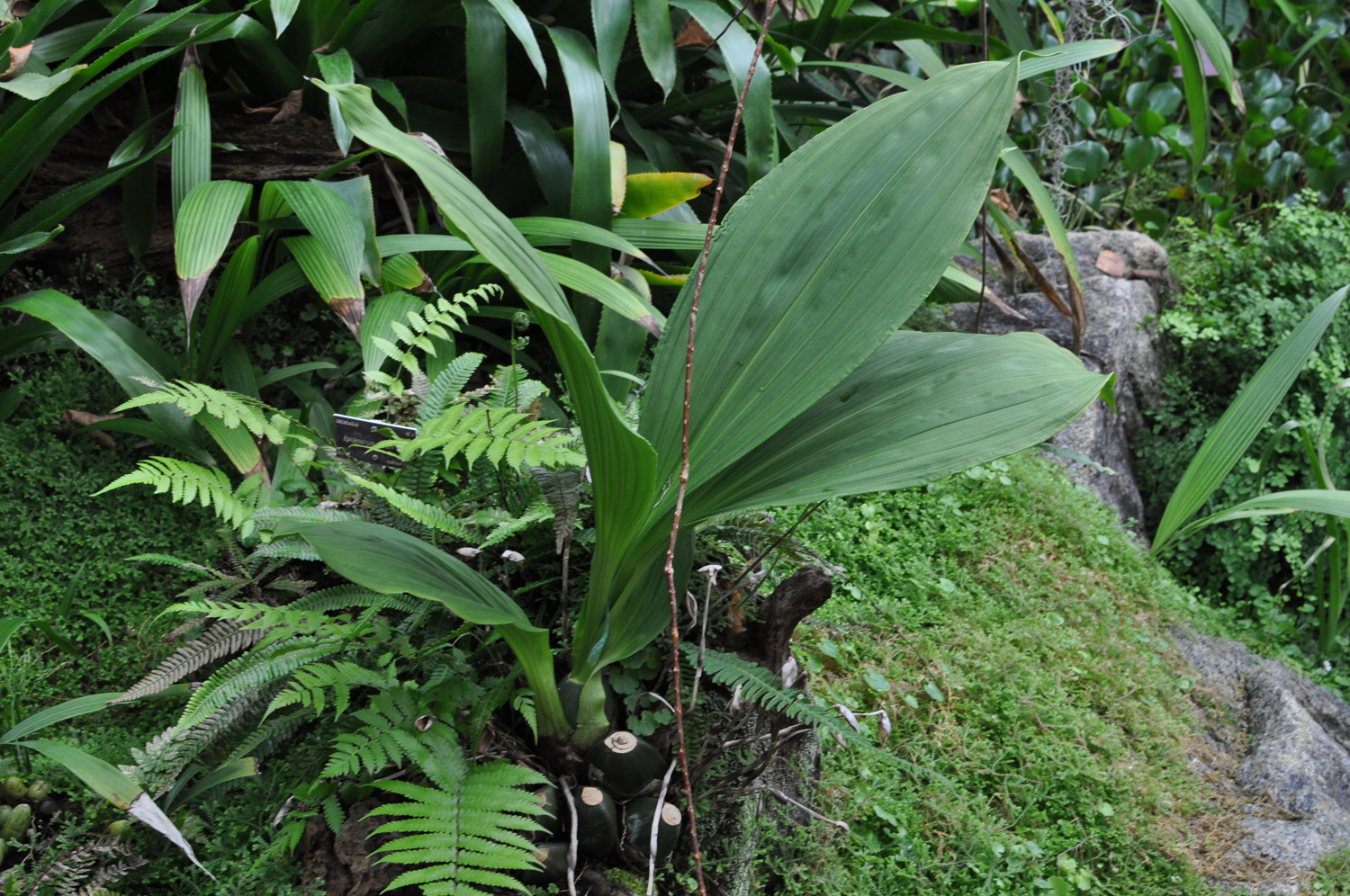